# نيكولسك
نيكولسك (بالروسية: Никольск) هي إحدى مدن روسيا في الكيان الفدرالي الروسي بانزا أوبلاست.

## أعلام
- يوري بيكوف